# Bart's Nightmare
Bart's Nightmare (Japans: バートの不思議な夢の大冒険) is een computerspel uit 1992 gebaseerd op de animatieserie The Simpsons. Het spel werd ontwikkeld door Sculptured Software en uitgebracht door Acclaim Entertainment

## Plot
Bart Simpson valt in slaap tijdens het studeren en wordt wakker in een vreemd universum waar tv’s en feeën de wereld beheersen. De speler moet Barts verloren huiswerk terugvinden en zien te behouden, en uiteindelijk terug zien te keren naar de realiteit.

## Speelwijze
Het spel bestaat uit twee gedeeltes. Het eerste deel speelt zich af in een straat (mogelijk Evergreen Terrace). Hier moet Bart pagina’s van zijn huiswerk vinden en vijanden ontwijken zoals postdozen, Lisa Simpson en andere personages uit de serie. Bart kan zijn skateboard gebruiken als een powerup voor extra snelheid.
Schoolhoofd Skinner verschijnt geregeld en geeft Bart een andere outfit. Deze outfit maakt Bart erg traag, maar wel tijdelijk onkwetsbaar voor vijanden.
De tweede helft van het spel bestaat uit een reeks minigames. Indien een pagina van Barts huiswerk wordt gevonden, krimpt Bart en verdwijnt in de pagina, waarna de speler uit een paar minigames kan kiezen. Door deze minigames uit te spelen kan de pagina van Barts huiswerk definitief worden bemachtigd. De spellen zitten verborgen achter deuren en zijn als volgt:
- De blauwe deur: Bart verandert in de superheld Bartman en vliegt over Springfield. Hij bevecht vijanden als Sherri en Terri, Barney Gumble, Waylon Smithers en uiteindelijk Mr. Burns. Bart kan ook powerups krijgen van Apu.
- De oranje deur: Indiana Bart. Hierin moet Bart zich een weg banen door het doolhof van de "Tempell van Maggie"
- De groene deur: Bartzilla, waarin Bart verandert in een enorm monster en Springfield onveilig maakt. Hij moet uiteindelijk het Springfield State Building beklimmen en vijanden als "Homer Kong" en "Momthra" verslaan.
- De gele deur: Itchy & Scratchy, waarin Bart het gewelddadige tekenfilmduo moet ontwijken, evenals andere huishoudelijke voorwerpen die in vijanden veranderen.
- De paarse deur: een reis door Barts bloedsomloop, waarin Bart ziekteverwekkers in zijn lichaam moet vernietigen.

De minigames kunnen in elke willekeurige volgorde worden gespeeld. Nadat een minigame is afgelopen (of de speler nu verliest of wint), wordt even Barts kamer getoond waarin te zien is hoeveel punten de speler heeft verdiend. Een eenmaal gespeelde minigame kan niet later nog eens worden gekozen, dus het is niet mogelijk een verloren minigame nog eens te proberen.
Het spel zelf eindigt als Bart al zijn levens verliest of als hij alle minigames heeft gehad. Daarna krijgt Bart een cijfer dat afhangt van het aantal minigames dat hij succesvol heeft uitgespeeld, en kan de speler de reactie van zijn familie zien. De scores zijn als volgt:
- Een "F": De slechtste score. Bart laat zijn hoofd hangen en zijn familie is duidelijk kwaad.

- Een "D": Bart is wel tevreden hierover, maar de rest van de familie is niet onder de indruk.

- Een "C": Nu is ook Homer onder de indruk.

- Een "B": Homer en Marge zijn beide onder de indruk. Lisa reageert nog altijd niet.

- Een "A": De beste score. Bart, Homer en Marge zijn tevreden en Lisa is stomverbaasd.